# Софроновська
Софро́новська (рос. Софроновская) — присілок у складі Нюксенського району Вологодської області, Росія. Входить до складу Городищенського сільського поселення.

## Населення
Населення — 62 особи (2010; 74 у 2002).
Національний склад (станом на 2002 рік):
- росіяни — 100 %